# 泰壹
《泰壹》（韓語：태일이）是2021年的韓國动画电影，以爭取勞工權益的韓國工人運動家全泰壹生平為故事，本片由韩国的全泰壹财团和名胶片（Myung film）共同制作。
《泰壹》的制作费由全泰壹财团负责向民间众筹，前后共筹集到102,530,524韩元。
本片的原作为韩国作者赵英来的《全泰壹评典》和杂志漫画《泰壹》。

## 外部連結
- 互联网电影数据库（IMDb）上《血汗英雄全泰壹》的资料（英文）